# Zygodon johnstonii
Zygodon johnstonii är en bladmossart som beskrevs av Brotherus och Nicolajs Malta 1926. Zygodon johnstonii ingår i släktet ärgmossor, och familjen Orthotrichaceae. Inga underarter finns listade i Catalogue of Life.